# Sh2-92
Sh2-92 è una grande nebulosa a emissione visibile nella costellazione della Volpetta.
Si individua nella parte settentrionale della costellazione, al confine col Cigno, sul bordo meridionale di un tratto molto luminoso della Via Lattea; appare molto estesa e debole, al punto che occorrono strumenti molto sensibili per poterla riprendere. Il periodo migliore per la sua osservazione nel cielo serale va da giugno a novembre; la sua declinazione settentrionale fa sì che essa sia maggiormente osservabile dalle regioni dell'emisfero boreale.
Sh2-92 è una regione H II molto estesa, il cui diametro supera i 200 anni luce; appartiene forse al bordo più esterno del Braccio di Orione, a una distanza di circa 4400 parsec (14300 anni luce) dal sistema solare. La fonte della ionizzazione dei gas di questa nube è una brillante stella di Wolf-Rayet, nota con la sigla WR 127 (o HD 186943); questa stella, di magnitudine apparente 10,18, è in realtà un sistema stellare binario, in cui la componente secondaria è una stella blu di sequenza principale di classe spettrale O9V. Secondo il catalogo delle regioni di formazione stellare di Avedisova, all'eccitazione dei gas della nube concorrerebbe anche la supergigante blu HD 332755, situata però a una distanza superiore, attorno ai 4740 parsec; ciò comporterebbe che anche la nube stessa si trovi a una distanza simile, e non a 4400 parsec come indicato in precedenza. La nebulosa contiene non meno di quattro sorgenti di onde radio, cui si aggiungono due sorgenti di radiazione infrarossa, identificate dall'IRAS; ciò è indice del fatto che al suo interno sono attivi fenomeni di formazione stellare.